# Каулиньш, Эдгар Мартынович
Э́дгар Марты́нович Ка́улиньш (латыш. Edgars Kauliņš, 26 апреля 1903 — 5 января 1979) — передовик сельского хозяйства в Латвийской ССР, председатель колхоза «Лачплесис», Герой Социалистического Труда (1965).

## Биография
Родился 13 (26) апреля 1903 года в Сепкульской волости Вольмарского уезда Лифляндской губернии Российской империи в крестьянской семье.
Окончил 4-классную начальную школу. Потеряв в раннем детстве отца, был вынужден оставить учёбу; работал пастухом. Его мать, Паулина, зарабатывала прядением, вязаньем на спицах и крючком. Своим искусством она также отрабатывала угол, который ей с сыном выделили в хозяйской усадьбе. Ткацкое ремесло изучил и Эдгар.
Принимал участие в Гражданской войне в России, затем вернулся в Латвию, где служил в артиллерийском полку, работал в Рижском цирке Саламонского, став берейтором Эдуарда Приеде — дрессировщика лошадей, ученика знаменитого Рудольфо Труцци.
С 1925 года работал пожарным.
В годы Второй мировой войны был командиром взвода 123-го гвардейского стрелкового полка 43-й гвардейской латышской стрелковой дивизии, был 4 раза ранен.
В послевоенные годы работал парторгом Центрального комитета Коммунистической партии Латвии в Скултской и Лиелвардской волостях (1945—1948), председателем колхоза «Лачплесис» Огрского района (с 1948). Под руководством Э. Каулиньша колхоз стал образцовым в масштабах Советского Союза, создав агропромышленное производство полного цикла, от выращивания разнообразной сельскохозяйственной продукции до её переработки в собственном консервном цехе, где выпускались соки, консервированные овощи и фрукты. Колхоз также создал собственную марку пива «Лачплесис» и выпускал его в промышленных масштабах, построил звероферму, на которой содержалось 12 тысяч селекционных норок.
Указом Президиума Верховного Совета СССР от 1 октября 1965 года «за выдающиеся заслуги, достигнутые в развитии сельского хозяйства Латвийской ССР» Каулиньшу Эдгару Мартыновичу присвоено звание Героя Социалистического Труда с вручением ордена Ленина и золотой медали «Серп и Молот».
Депутат Верховного Совета Латвийской ССР (1963—1971 и с 1975), Верховного Совета СССР (1970—1974). 
Умер 5 января 1979 года в Риге. Похоронен на кладбище Лачплеша в Лиелварде.

## Награды
- Герой Социалистического Труда (1.10.1965)
- Два ордена Ленина (15.02.1958; 1.10.1965)
- Орден Октябрьской Революции (8.04.1971)
- Орден Отечественной войны 2-й степени (12.02.1944)
- Два ордена Трудового Красного Знамени (20.07.1950; 12.12.1973)
- Орден Дружбы народов (1.06.1978)
- Орден Славы 3-й степени (16.03.1945)
- Медали, в том числе «За боевые заслуги» (19.04.1944)
- Заслуженный работник сельского хозяйства Латвийской ССР (1969)
- Премия им. Э. Вейденбаума (1972)[4]

## Память
- Именем Э. Каулиньша в 1979 году названа средняя школа и аллея в Лиелварде.
- В сквере Лачплеша у здания бывшей колхозной конторы в июне 2018 года установлено Почётное кресло Эдгара Каулиньша[5].
- 26 апреля 2023 года в сквере Лачплеша открыт памятник Э. Каулиньшу.

## В культуре
- В 1972 году писателем П. Баугисом записана книга воспоминаний Каулиньша «Когда падает туман» (латыш. Kad migla krīt), удостоенная премии Вейнденбаума. На русском языке издана под названием «Будни не повторяются».
- Книга Э. Каулиньша «Что такое счастье» (латыш. Kas ir laime), 1978.
- Документальный фильм «След души» (латыш. Mūžs), реж. Герц Франк, Рижская киностудия, 1972[6].
- Документальный фильм «Последник праздник Эдгара Каулиньша»[латыш.], реж. Герц Франк, Рижская киностудия, 1980[7].
- В 2020 году издана книга воспоминаний о председателе «Жизнь как слеза на щеке» (латыш. Mūžs kā asara uz vaiga: Edgars Kauliņš – Lielvārdes leģenda)[8].